# Darcy Hadfield
Darcy Clarence Hadfield  (ur. 1 grudnia 1889 w Awaroa Inlet, zm. 15 września 1964 w Auckland) – nowozelandzki wioślarz. Brązowy medalista olimpijski z Antwerpii.

## Życiorys
Darcy Clarence Hadfield urodził się w Awaroa Inlet w Zatoce Tasmana w Nowej Zelandii. Był synem Williama Welby'ego Hadfielda, rolnika i  Marthy Adele Ann Snow. Od ukończeniu szkoły Hadfield pracował na rodzinnej farmie i uczył się  stolarstwa i szkutnictwa od swojego ojca, który był utalentowanym rzemieślnikiem. W 1910 roku przeniósł się do Auckland, gdzie zatrudnił się na statku rybackim Charlesa Baileya jako cieśla okrętowy. Później pracował  dla Union Steam Company Company z Nowej Zelandii. 

### Wioślarstwo
Od wczesnego dzieciństwa Hadfield pływał na łodziach wiosłowych, które były środkiem transportu i  łatwo dał się przekonać do trenowania wioślarstwa w Waitemata Boating Club. Wkrótce stało się oczywiste, że jest bardzo utalentowany w tej dziedzinie. Zwyciężył w swoich pierwszym regatach, w Mercer w sezonie 1910-11. Sukces ten powtórzył podczas regat w Rotorua. W sezonie 1911-12 Hadfield i D. Pugh wygrali w dwójkach w Mercer i w Ngaruawahia.
Jednak Hadfield chciał zostać sławny. W 1913 roku został po raz pierwszy mistrzem Nowej Zelandii. Tytuł w jedynkach zdobywał też w latach 1913-14 i 1914-15, zanim mistrzostwa zostały przerwane na cztery lata z powodu pierwszej wojny światowej.

### Małżeństwo
29 sierpnia 1916 roku ożenił się z Seretą (Saritę) May Coyle, sprzedawczynią. Wkrótce po powrocie z Olimpiady urodziło się jego pierwsze dziecko, córka. On i Sereta mieli później dwóch synów.

### I wojna światowa
Wkrótce po ślubie został powołany do wojska i służył w pułku piechoty Auckland. W 1917 roku został ranny w Passchendaele i leczył się w Anglii. Po wyzdrowieniu wrócił do okopów, ale zachorował na zapalenie oskrzeli i po wojnie odzyskiwał siły w Anglii. W tym czasie organizowano tam  różne imprezy sportowe, by zabawiać żołnierzy oczekujących na powrót do swojego kraju. Po utworzeniu Klubu Wioślarskiego NZEF Hadfield stał się jednym z jego najwybitniejszych członków. Wiosłował w kilku zwycięskich czwórkach i ósemkach i okazał się niepokonany w jedynkach. 

### Olimpiada 1920
Mając niewielkie możliwości treningu podczas podróży do Belgii na Igrzyska Olimpijskie, Hadfield znajdował się w trudniejszej sytuacji niż zawodnicy z Europy czy USA. Zajął trzecie miejsce w finale za Johnem Kelly ze Stanów Zjednoczonych i Jackiem Beresfordem z Wielkiej Brytanii i jest pierwszym Nowozelandczykiem, który wygrał medal olimpijski w wioślarstwie. Zawody w 1920 były jego jedynymi igrzyskami olimpijskimi. Brązowy medal wywalczył w rywalizacji skiffistów. Nowa Zelandia po raz pierwszy startowała pod własną flagą, wcześniej wspólnie z Australią startowała jako Australazja.

### Emerytura
Po przejściu na emeryturę pracował jako trener, administrator i szkutnik. W 1956 roku, w wieku 67 lat, wiosłował  w zwycięskiej czwórce weteranów w Ngaruawahia. Jego synowie byli również  członkami Klubu Żeglarskiego Waitemata.
Darcy Hadfield zmarł w Auckland 15 września 1964 roku, przeżył żonę i dwóch synów. Jego prochy zostały rozproszone na wodzie w zatoce Okahu w porcie Waitemata.